# بريغا هيلان
بريغا هيلان (بالإنجليزية: Briga Heelan) مواليد (2 أبريل، 1987) ممثلة وكوميدية أمريكية. إشتهرت بأدوراها في كوغر تاون، الطابق الارضي و آندايتبل.

## نشأتها
ولدت هيلان في مدينة آندوفر في ماساتشوست، والدتها كيمبال هيلان ممثلة ومُدرسة في مدرسة لويل الحكومية ووالدها كيفن هيلان كاتب مسرحي. لهيلان أخاً اسمهُ كونور. إلتقى والديها عندما كان والدها يرتاد جامعة سميث في نورثهامبتون، ماساتشوست. إرتادت هيلان مدرسة والنات هيل للفنون و جامعة كاليفورنيا الجنوبية.

## حياتها الشخصية
تعيش هيلان في لوس أنجلوس، كاليفورنيا. في 16 أكتوبر، 2014، خُطبت هيلان لزميلها في مُسلسل الطابق الارضي ريني غوب، وتزوجا في لوس أنجلوس في 9 مايو، 2015.

## سيرتها المهنية

### تلفاز
- 2012: كوغر تاون
- 2012: جين بالتصميم
- 2013: النهايات السعيدة
- 2013–15: الطابق الارضي
- 2014–15: آندايتبل
- 2015: الحقيقة تُقال
- 2016: الحب
- 2017: ليتيرالي، رايت بيفور آرون

## وصلات خارجية
- بريغا هيلان على موقع IMDb (الإنجليزية)
- بريغا هيلان على موقع ألو سيني (الفرنسية)
- بريغا هيلان على موقع ميوزك برينز (الإنجليزية)
- بريغا هيلان على موقع قاعدة بيانات برودواي على الإنترنت (الإنجليزية)
- بريغا هيلان على موقع قاعدة بيانات الفيلم (الإنجليزية)
- بريغا هيلان على موقع كينوبويسك (الروسية)